# میانیتسا
میانیتسا (به صربی: Meljanica) یک منطقهٔ مسکونی در صربستان است که در کرالیفو واقع شده‌است.